# Gymnadenia rhellicani
Gymnadenia rhellicani (Teppner & E.Klein) Teppner & E.Klein, 1998 è una pianta della famiglia delle Orchidacee, diffusa in Europa.

## Descrizione

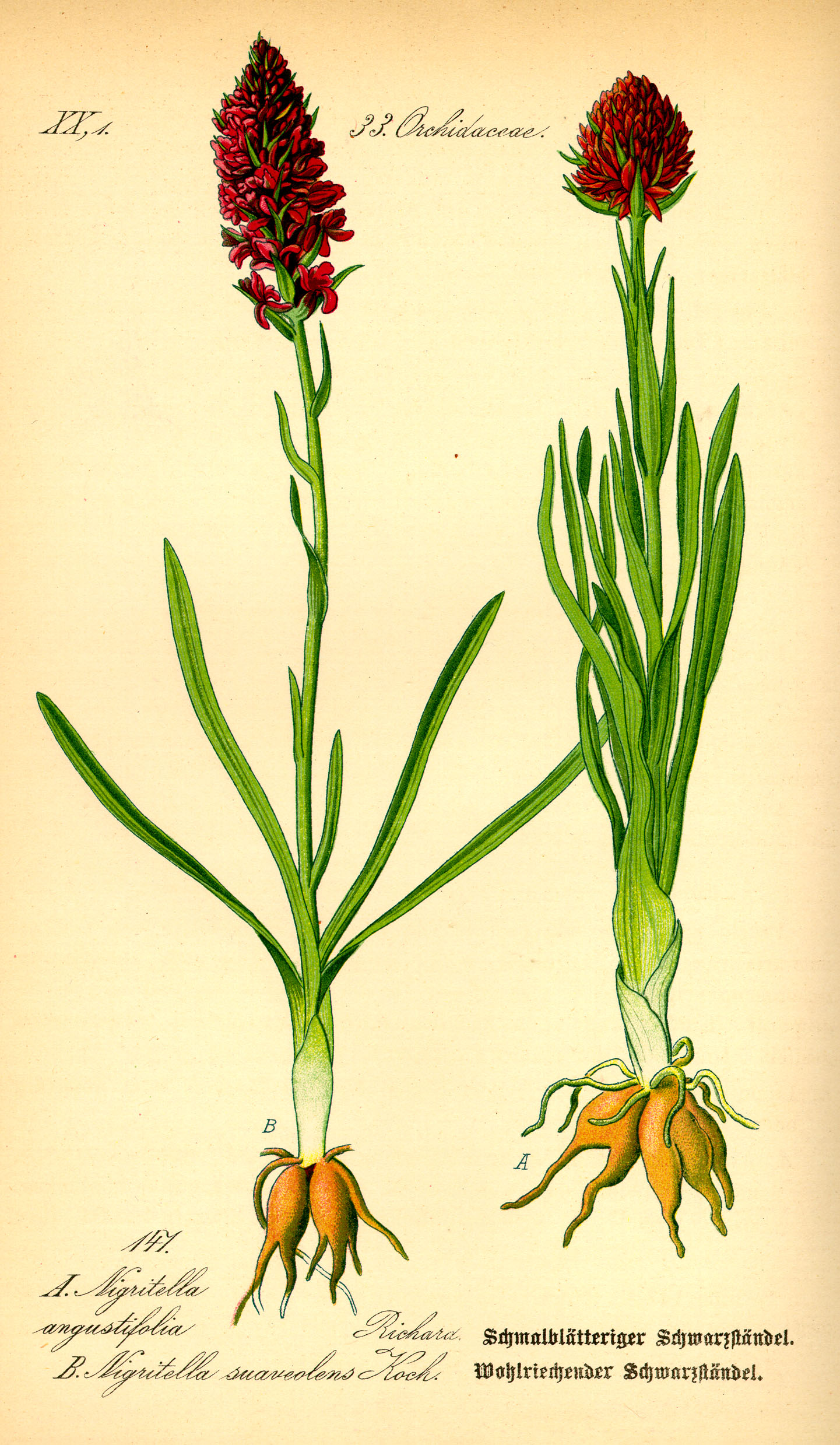

È una pianta erbacea con fusto alto da 8 a 20 cm.
L'apparato radicale è costituito da rizotuberi palmato-digitati.
Le foglie basali, lineari e con margine finemente seghettato, sono disposte a rosetta, le superiori, bratteiformi, hanno spesso un margine rossiccio.
I fiori sono riuniti in infiorescenze dapprima coniche, poi globose, ed emanano un caratteristico odore di vaniglia o cioccolato; il colore va dal porpora al rosso-nerastro.
I sepali sono lanceolati, i petali sono lunghi circa 2/3 dei sepali.
Il labello è triangolare, concavo, con apice acuminato. Lo sperone è sacciforme.
Fiorisce da metà giugno a metà luglio.

## Distribuzione e habitat
Il suo areale si estende dalla Francia ai Balcani.
In Italia è presente sulle Alpi e sull'Appennino settentrionale (dove comunque è rarissima).
Cresce nelle praterie alpine e subalpine, da 1000 a 2800 m di altitudine.

## Tassonomia
Il numero cromosomico di G. rhellicani è 2n=40.
Nigritella nigra subsp. rhellicanii è un sinonimo per questa specie.

### Varietà
Ne sono note alcune varietà, soprattutto con la denominazione sinonimica di Nigritella, tra cui:
- Nigritella nigra subsp. rhellicani var. flava Jaccard, con fiori di colore giallo
- Nigritella nigra subsp. rhellicani var. sub-carnea A.G.Camus, con fiori di colore arancio
- Nigritella nigra subsp. rhellicani var. pallida R.Keller, con fiori bianchi orlati di rosa
- Nigritella nigra subsp. rhellicani var. robusta P.Delforge, con fusto più grosso (sino a 1 cm di diametro) e infiorescenza molto densa (sino a 150 fiori)